# Beleg van Syracuse (827-828)
Het Beleg van Syracuse vond plaats vanaf de herfst van 827 tot de zomer of de herfst van 828 en was de eerste poging van de islamitische Aghlabiden om de Siciliaanse stad Syracuse, destijds deel van het Byzantijnse Rijk, te veroveren.
Enkele maanden voor aanvang van het beleg was een Aghlabidisch leger vanuit het tegenwoordige Tunesië geland op de zuidkust van Sicilië, nabij Mazara. Nadat de moslims de Byzantijnen daar hadden verslagen trokken ze op richting Syracuse, de hoofdstad van het Byzantijnse Sicilië. Gedurende de gehele winter en tot aan de zomer van 828 werd de stad belegerd. De Arabische belegeraars hadden gebrek aan proviand en leden onder een uitbraak van de pest die hun leider, Asad ibn al-Furat, het leven kostte. Nadat Byzantijnse versterkingen waren gearriveerd besloot de nieuwe Arabische leider, Mohammed ibn Abi'l-Jawari, het beleg op te heffen en zich met zijn troepen terug te trekken in het kasteel van Mineo en later in Mazara.
Vanuit het zuidwesten van Sicilië zetten de Arabieren in de daaropvolgende decennia de strijd voort. Langzaam maar zeker werd het hele eiland veroverd. In 877-878 werd Syracuse opnieuw belegerd, maar ditmaal wel ingenomen.